# Tornei annuali della Japan Pro-Wrestling Association
La Japan Pro-Wrestling Association organizzò due tornei internazionali di wrestling con cadenza annuale: la World Big League, altresì nota come World League, un torneo internazionale per lottatori singoli, e, per coppie di lottatori, la World Tag League, nota anche come NWA World Tag League dal nome dell'allora principale federazione internazionale di wrestling a cui la JWA era affiliata.

## Storia delle manifestazioni sportive
La World League si tenne tra il 1959 e il 1972 e venne promossa dalla Japan Pro-Wrestling Association, la prima federazione maschile di puroresu di un certo livello fondata in Giappone, nonché federazione più importante del panorama nipponico negli anni cinquanta e sessanta, tale da creare, per effetto del suo successo, il fenomeno stesso del puroresu e da godere per circa un ventennio di un regime di monopolio o quasi in questa disciplina. L'edizione del 1973, programmata, non poté svolgersi per via del fallimento della federazione.
Caratteristica peculiare della manifestazione sportiva era il fatto che vi partecipavano lottatori da tutto il mondo, essendo stata concepita come un torneo internazionale sin dal principio; fu pertanto uno dei tornei più importanti di wrestling del suo tempo, uno dei pochi (e per alcuni anni dopo la sua creazione il solo) tornei del suo tempo che può essere considerato rappresentativo dell'intero panorama mondiale del wrestling.
Nel 1970 ne venne creata, con il nome World Tag League, la versione di coppia, anch'essa consistente in un torneo annuale e internazionale, ospitato dalla JWA sino alla sua chiusura.
Il prestigio di questi due tornei spinse Antonio Inoki e Giant Baba a creare, nelle loro rispettive promozioni, la New Japan Pro-Wrestling e la All Japan Pro-Wrestling, dalla chiusura della JWA, causata dalla loro concorrenza, sino a fine anni novanta le maggiori federazioni del panorama giapponese, tornei annuali aperti ad atleti internazionali presentati come diretti successori della World League della JWA.
Pertanto, il G1 Climax della NJPW e il Champion's Carnival della AJPW sono i discendenti indiretti della manifestazione. Parimenti si può affermare per la G1 Climax Tag League per la NJPW e la World's Strongest Tag League per la AJPW nei confronti della World Tag League.
Più in generale si può riconoscere che la tradizione, inaugurata dalla JWA con questi due tornei, di due tornei annuali internazionali, uno per lottatori singoli e uno di coppia, sia oramai diventata da decenni tipica del puroresu tanto che si riscontra in tutte le maggiori federazioni (AJPW, NJPW, Pro Wrestling NOAH, Pro Wrestling ZERO1), ma anche in molte federazioni minori.

## Vincitori della World Big League
Di seguito si riporta la lista dei vincitori di ciascuna edizione, con l'indicazione dell'avversario sconfitto in finale:
- 1a World Big League (1959): Rikidōzan sconfiggendo Jess Ortega.
- 2a World Big League (1960): Rikidōzan (2) sconfiggendo Leo Nomellini.
- 3a World Big League (1961): Rikidōzan (3) sconfiggendo Mr. X.
- 4a World Big League (1962): Rikidōzan (4) sconfiggendo Lou Thesz.
- 5a World Big League (1963): Rikidōzan (5) sconfiggendo Killer Kowalski.
- 6a World Big League (1964): Toyonobori sconfiggendo Gene Kiniski.
- 7a World Big League (1965): Toyonobori (2) sconfiggendo Fred Blassie.
- 8a World Big League (1966): Giant Baba sconfiggendo Wilbur Snyder.
- 9a World Big League (1967): Giant Baba (2) sconfiggendo The Destroyer.
- 10a World Big League (1968): Giant Baba (3) sconfiggendo Killer Kowalski.
- 11a World Big League (1969): Antonio Inoki sconfiggendo Chris Markoff.
- 12a World Big League (1970): Giant Baba (4) sconfiggendo Don Leo Jonathan.
- 13a World Big League (1971): Giant Baba (5) sconfiggendo Abdullah the Butcher.
- 14a World Big League (1972): Giant Baba (6) sconfiggendo Gorilla Monsoon.

## Vincitori della World Tag League
Di seguito si riportano i vincitori di ciascuna edizione, con l'indicazione degli avversari sconfitti in finale:
- 1a World Tag League (1970): Antonio Inoki e Kantaro Hoshino sconfiggendo Nick Bockwinkel e Big John Quinn.
- 2a World Tag League (1971): Antonio Inoki (2) e Seiji Sakaguchi sconfiggendo Killer Kowalski e Buddy Austin.
- 3a World Tag League (1972): Seiji Sakaguchi( 2) e Akihisa Takachiho sconfiggendo Larry Hamilton e Joe Hamilton.